# Creaseria
Creaseria is een geslacht van kreeftachtigen uit de klasse van de Malacostraca (hogere kreeftachtigen).

## Soort
- Creaseria morleyi (Creaser, 1936)